# Hilcot Brook
Der Hilcot Brook ist ein Wasserlauf in Gloucestershire, England. Er entsteht aus einer Gruppe kleiner Seen und fließt in südlicher Richtung bis zu seiner Mündung in den River Churn östlich von Colesbourne. Kurz vor seiner Mündung in den River Churn fließt er durch einen aufgestauten See.